# Saint-Raphaël Var Handball
Saint-Raphaël Var Handball er et fransk herrehåndboldhold fra Saint-Raphaël, Var. Holdet spiller i LNH Division 1 pr. 2019.